# Aphiloscia cunningtoni
Aphiloscia cunningtoni is een pissebed uit de familie Philosciidae. De wetenschappelijke naam van de soort is voor het eerst geldig gepubliceerd in 1908 door Stebbing.